# Fraueneishockey-Bundesliga 2007/08
Die Fraueneishockey-Bundesliga-Saison 2007/08 ist in Deutschland die 20. Bundesliga-Spielzeit der Frauen.

## Organisation
Die Ligadurchführung erfolgte durch den Deutschen Eishockey-Bund.

## Vor der Saison
Die Mannschaft des EV Regensburg zog sich in die vom Bayerischen Eissportverband organisierte Landesliga Bayern zurück und die WSV Braunlage Eishexen sowie die Schwenninger ERC Lady Wings verzichteten auf einen Aufstieg, so dass sich die Zahl der teilnehmenden Mannschaften auf zehn reduzierte.
Im Oktober 2007 meldete sich der TV Kornwestheim vom Spielbetrieb ab.

## Modus
Wie in der Vorsaison ist der Tabellenerste nach der Saison 
auch Deutscher Meister. Der Meister der 2. Liga Nord sowie der Sieger aus den Relegationsspielen Bayern/Baden-Württemberg kann ebenfalls aufsteigen. Zudem soll die Bundesliga ab der nächsten Saison (2008/09) mit zwölf Vereinen spielen.
Als Neuerung wurde eingeführt, dass 
- bei einem Sieg in der Regulären Spielzeit der Sieger drei Punkte;
- bei einem Unentschieden nach der regulären Spielzeit der Sieger, der in einem Penaltyschießen ermittelt wird, zwei Punkte und der Verlierer einen Punkt erhält.

## Meisterschaft
| Platz          | Name                | Spiele        | Siege 3P.     | Siege 2P.     | Unent.        | Niederl. 1P.  | Niederl. 0P.  | Tore          | Punkte        |
| -------------- | ------------------- | ------------- | ------------- | ------------- | ------------- | ------------- | ------------- | ------------- | ------------- |
| Goldmedaille   | ESC Planegg/Würmtal | 16            | 16            | 0             | 0             | 0             | 0             | 106:22        | 48            |
| Silbermedaille | OSC Berlin          | 16            | 11            | 0             | 0             | 2             | 3             | 75:47         | 35            |
| Bronzemedaille | SC Riessersee       | 16            | 10            | 2             | 0             | 0             | 4             | 64:34         | 34            |
| 4.             | EC Bergkamen        | 16            | 9             | 0             | 0             | 1             | 6             | 68:47         | 28            |
| 5.             | Hamburger SV        | 16            | 5             | 1             | 0             | 1             | 9             | 54:51         | 18            |
| 6.             | ECDC Memmingen      | 16            | 4             | 1             | 0             | 2             | 9             | 33:53         | 16            |
| 7.             | Grefrather EC       | 16            | 2             | 4             | 0             | 1             | 9             | 33:62         | 15            |
| 8.             | Kurpfalz Ladies     | 16            | 4             | 0             | 0             | 1             | 11            | 30:81         | 13            |
| 9.             | ERSC Ottobrunn      | 16            | 3             | 0             | 0             | 0             | 13            | 31:97         | 9             |
|                | SV Kornwestheim     | zurückgezogen | zurückgezogen | zurückgezogen | zurückgezogen | zurückgezogen | zurückgezogen | zurückgezogen | zurückgezogen |

## Kader des Deutschen Meisters
| Deutscher Meister ESC Planegg/Würmtal | Tor: Julia Zorn, Janine Steeger Abwehr: Kerstin Oberhuber, Sabrina Kruck, Franziska Meinicke, Heidi Hursikainen, Betty Tatzel, Jessica Hammerl, Vroni Angermeier, Sylvia Heyne, Steffi Wolfgruber Sturm: Sandra Rumswinkel, Lisa Schuster, Christine Berndaner, Monika Pink, Manuela Anwander, Ines Strohmair, Maria Sebald, Yvonne Rothemund, Michaela Gritl, Isabel Brückl Trainer: Michael Lehmann |